# Red Bull (theater)
De Red Bull was een Londens theater, in 1604 gebouwd door Aaron Holland ten tijde van Jacobus I. Het toneelhuis stond in Upper Street in de wijk Clerkenwell.
Het theater ontstond na de verbouwing van een herberg met een binnenplaats. In die zin was het een voortzetting van de traditie die opgeld deed voor de bouw van de permanente theaters, toen toneelstukken vooral werden opgevoerd in dit soort settings. Het verklaart ook waarom het theater vierhoekig van vorm was, terwijl de meeste andere theaters de vorm hadden van een amfitheater, rond of achthoekig. Het enige andere theater dat tijdens de periode van het Engels renaissancetheater deze vorm had was de eerste versie van The Fortune.
Het theater had een kwalijke reputatie; het trok een ruiger soort publiek dan de andere Londense theaters in die periode en er vonden regelmatig opstootjes plaats. Bekend is dat in 1610 verschillende bezoekers van het theater voor het gerecht moesten verschijnen wegens ernstige verstoringen van de openbare orde.
Het eerste toneelgezelschap dat er optrad was dat van de Queen Anne's Men, voorheen bekend als de  Worcester's Men, die eerder hadden gespeeld in het theater The Rose van theaterondernemer en impresario Philip Henslowe.
De Queen's Men, zoals het gezelschap ook wel werd genoemd, speelden hier tot 1617, waarna zij onderdak vonden in het theater The Cockpit in Drury Lane. De Red Bull werd in 1625 verbouwd. In 1642 werden alle theaters in Londen gesloten op last van het parlement onder Oliver Cromwell. 

Na het herstel van het koningschap onder Karel II in 1660 werd het theater heropend. In 1663 raakte het in verval en in 1665 werd het gesloopt.